# Caras y Caretas (1890)
Caras y Caretas fue una publicación uruguaya de carácter semanal editada entre 1890 y 1897 que salía los domingos.

## Antecedentes
Su fundador, Eustaquio Pellicer, fue un inmigrante español que desembarcó en costas uruguayas en 1886. En Montevideo trabajó como periodista —escribió noticias cortas—, y tiempo más tarde, emprendió la tarea de editar su propia publicación, la cual llamó La Pellicerina la cual fracasó comercialmente. En 1890 fundó junto Charles Schütz, dibujante alsaciano que había arribado a Argentina en 1860 y posteriormente se radicó en Uruguay, la revista Caras y Caretas.

## Historia
El primer número de Caras y Caretas apareció el 20 de julio de 1890, editado por Imprenta y Litografía La Razón. Además de contar con la dirección del propio Pellicer, y las caricaturas y dibujos de Schütz, otros escritores, periodistas y dibujantes fueron colaboradores de la publicación, como Juan Bellver que firmaba con el seudónimo Juan Sanuy. Participó también desde 1896 Aurelio Giménez Pastor quien firmaba sus dibujos como Wimplane 2º.
La publicación era prácticamente creada en su totalidad por Pellicer y Schütz, el primero se encargaba de los textos con aportes ocasionales de escritores como Samuel Blixen y Washington Bermúdez, y el segundo incorporaba grabados y dibujos que dieron a la revista su apariencia característica, con caricaturas de grandes proporciones en la portada.
Dos de los colaboradores más frecuentes fueron Alfredo Varzi y José Enrique Rodó que tenía una columna sobre 'Teatros' con su seudónimo 'Calibán'.
A partir del número 72 publicado el 29 de noviembre de 1891 el Director-Propietario fue Charles Schütz y el redactor responsable Arturo Giménez Pastor.
Pellicer emigró poco después a Buenos Aires, donde se desempeñó como periodista en La Nación, y fundó años más tarde, en 1898, la versión argentina de Caras y Caretas. 
El último número de la revista salió el 28 de febrero de 1897.

## Colaboradores
- Adela Castell (n.º 28)
- Alfredo E. Castellanos utilizando el seudónimo Juan Monga (n.º 2)
- Alfredo Varzi a veces firmando con su  nombre (n.º 12, 15, 24, 27, 29-40) y a veces utilizando uno de sus seudónimos John Bull (n.º 4, 7, 8)
- Arturo Giménez Pastor firmando como Arturo A. Giménez (n.º 8, 15)
- Daniel Muñoz utilizando el seudónimo Sanson Carrasco (n.º 7)
- Diógenes Hequet dibujante (n.º 24)
- Florencio Madero utilizaba los seudónimos Errante, Xilón y Madero para publicar sus artículos y contribuciones.[3]
- Guillermo P. Rodríguez (n.º 8)
- José Enrique Rodó utilizando el seudónimo Calibán (n.º 1-16, 25-26, 29, 32-36, 38-40)
- José Artal (n.º 8, 24)
- Luis Cardoso Carvallo (n.º 5)
- Manuel Mayol Rubio dibujante español quien utilizaba el seudónimo Heráclito (n.º 15)
- Pablo Varzi (hijo) (n.º 39)
- Vicente Aspillaga utilizando el seudónimo V.A.
- Vicente Nicolau Cotanda dibujante argentino (n.º 14)
- Víctor Arreguine (n.º 17, 21)
- Washington P. Bermúdez utilizando el seudónimo Timoteo (n.º 2)